# Битка у заливу Лејте
Битка у заливу Лејте се углавном сматра највећом поморском битком Другог светског рата, и по неким критеријумима, вероватно највећом поморском битком у историји.. Вођена је у водама код филипинских острва Лејте, Самар и Лузон од 23. до 26. октобра 1944. између удружених америчко-аустралијских снага и Јапанске царске морнарице. Амерички војници су 20. октобра извршили инвазију на острво Лејте, као део стратегије да изолују Јапан од окупираних земаља у југоисточној Азији и тиме лише његову војску и индустрију виталног снабдевања нафтом. Царска јапанска морнарица је мобилисала скоро све своје преостале велике бродове у покушају да одбије савезничку инвазију, али су је поразиле Трећа и Седма флота Америчке ратне морнарице. Царска јапанска морнарица није успела да испуни своје циљеве, претрпела је тешке губитке и никада више није у већој мери испловила у борбу. Већина њених преосталих великих бродова је, лишена нафте, остала у својим базама до краја рата на Пацифику.
Битка у заливу Лејте се састојала од четири одвојена сукоба између сукобљених страна: битке у Сибујанском мору, битке у теснацу Суригао, битке код рта Енга и битке код Самара, као и од других борби.
Ово је била прва битка у којој су јапански пилоти изводили организоване камиказа нападе. У време битке, Јапан је имао мање авиона, него што су Савезници имали бродова, што показује разлику у моћи две стране у овом тренутку рата.

## Позадина
Савезничке кампање су од 1942. до почетка 1944. године протерале јапанске снаге из многих њихових острвских база у јужном и централном Тихом океану док су многе друге изоловали. Заузимањем Маријанских острва од стране савезника пробијен је стратешки унутрашњи одбрамбени прстен Јапана, а савезницима створена нова база одакле могу да користе бомбардере великог домета за напад на друга острва.
После губитка Маријанских острва, Јапанци су максимално појачали одбрану преосталих подручја која су држали, да не би изгубили сировине са малајских острва, веома значајне за вођење рата.

## Последице
Битка код Лејте је најпознатија као поморска, али су се паралелно са њом водиле и ваздушна и копнена борба. Борба се одвијала на свим фронтовима јер је острво било стратешки изузетно важно обема странама како би оствариле неопходну предност. Кад су Јапанци изгубили Лејте били су одсечени од Филипина и осталих окупираних територија у југоисточној Азији које су биле виталне за Јапан, јер се са тих територија допремала нафта за бродове и авионе. Због тога је већина бродова била враћена у базе где су и остали до краја рата.